# جیمز هادسون جونیور
جیمز هادسون جونیور یک شخصیت خیالی ابرقهرمان در کمیک بوده و انتشار شده توسط مارول کمیکس است. این شخصیت به دست آرتور ادامز و جف لوب و دیوید مسینا اولین بار در التیمیت ایکس کامیکس شماره ۱ خلق شد. این شخصیت در دنیای نهایی مارول ظاهر می‌شود و پسر ولورین التیمیت است.

## تاریخچه انتشار
جیمی هادسون اولین بار در التیمیت ایکس کامیکس شماره ۱ توسط جف لوب، دیوید مسینا و آرت آدامز ظاهر شد. کالن بان تصمیم گرفت که گذشته جیمی هادسون را کشف کند. او از ایده یک ولورین که در یک محیط مثبت بزرگ شده بود لذت می‌برد و جنبه‌هایی از موقعیت شخصیت برای پسرخوانده‌اش که در بدو تولد رها شده بود با او طنین انداز شد.
پس از خط داستانی «جنگ‌های مخفی» هادسون یکی از شخصیت‌هایی بود که به دنیای اصلی مارول منتقل شدند که منجر به پیوستن او به اعضای گروه مردان ایکس شد. 

## بیوگرافی شخصیت‌های داستانی

### تاریخ اولیه
در دنیای نهایی مارول، جیمز هاولت، ولورین نهایی، به یک تیم مخفی شیلد مأمور شد تا فرمول مادروین را دریافت کند، یک سرم افزایش ساز سازش‌ناپذیر که برای تحریک زایمان جهش یافته ساخته شده است. با این حال آنها توسط ماگدا لنشر یک جاسوس آزاد و همسر سابق تروریست جهش یافته مگنیتو که توسط یک حزب ناشناس برای سرقت فرمول استخدام شده بود، مورد حمله قرار گرفتند.
ماگدا موفق می‌شود قبل از داشتن رابطه جنسی با ولورین آخرین فرمول مادروین را به جریان خونش تزریق کند و در نتیجه فرزندش را باردار شود. پس از به دنیا آمدن پسری به نام جیمی مگدا او را قبل از ناپدید شدن به ولورین سپرد که خود ولورین هم جیمی را به کهنه سرباز جنگ عراق جیمز هادسون (نگهبان) و همسرش هدر (ویندیکتور) سپرد که جیمی را به فرزندی پذیرفتند و او را به عنوان فرزند خود بزرگ کردند.

### التیمیت ایکس
سال‌ها بعد پس از رویداد اولتیماتوم و مرگ ولورین دولت ایالات متحده رویه‌های قوی ضد جهش یافته‌ها را ایجاد می‌کند جهش یافته‌ها در سراسر کشور به محض مشاهده دستگیر و در صورت مقاومت کشته می‌شدند قدرت‌های جهش یافته جیمی زمانی فعال می‌شوند که او در مسابقه درگ به شدت مجروح شد و ان زمان بود که جهش فعال شد و بدن جیمی درست جلوی دوست دخترش کاملاً درمان شد که باعث ترس او شد و در نتیجه توسط دوست دخترش دوری گزید. پس از آن زمانی که کیتی پراید عضو مردان ایکس سابق می‌رسد ملاقات می‌کند و جعبه ای از وسایل شخصی متعلق به پدر واقعی اش ولورین را به او می‌دهد همراه با آخرین پیام لوگان که به پسرش اطلاع می‌دهد که او را دوست دارد و هرگز از داشتن او پشیمان نیست.
با این افشاگری جیمی به دنبال یکی از مردان ایکس سابق بود به نام جین گری که از زمان رویداد اولتیماتوم مخفی بود. این دو نفر با هم شروع به جذب جهش یافته‌هایی مثل و درک مورگان و لیز آلن و بعداً هالک التیمیت ایکس را تشکیل می‌دهند که تحت نظارت مخفیانه نیک فیوری هست.

### مردان ایکس
پس از اینکه والری کوپر منشأ واقعی جهش یافته‌ها را به جهانیان فاش کرد و اولین جهش یافته را ولورین اعلام کرد جیمی عصبانی تیم را ترک کرد تا خودش به دنبال پاسخ باشد. با این حال او توسط تطهیر کننده‌ها دستگیر می‌شود جناحی از شبه نظامیان مسلح جناح راست و متنفر از جهش یافته‌ها به رهبری ویلیام استرایکر جونیور (پسر ویلیام استرایکر) که معتقد بود این «ماموریت از جانب خدا» او بود که نوع جهش یافته را از بین ببرد جیمی موفق می‌شود از زندان تطهیر کننده‌ها خارج شود و تا آنجا که می‌تواند جهش یافته‌ها را آزاد کند قبل از اینکه در نهایت مورد اصابت گلوله قرار گیرد. یکی از جهش‌یافته‌های آزاد او را به تونل‌های مورلاک برد و در آنجا با کیتی پراید، مرد یخی، مشعل انسانی و روگ ملاقات می‌کند.
پنج نفر با هم تصمیم می‌گیرند که استرایکر را از شکار و کشتن جهش یافته‌ها بازدارند کیتی موفق می‌شود استرایکر را بکشد اما مشخص می‌شود که استرایکر مخفیانه خود یک جهش یافته بوده قدرت اصلی او برقراری ارتباط و کنترل ماشین‌ها بود استرایکر با آخرین نفس خود فرماندهی نهایی خود را به ناوگانی از نیمرود نگهبانان منتقل می‌کند که هدف اصلی آنها شکار و کشتن هر جهش یافته در ایالات متحده است با دولت ایالات متحده در وضعیت هرج و مرج شهروندان آمریکایی مجبور به محافظت از خود هستند جیمی به همراه کیتی . مرد یخی و روگ به یک سفر جاده‌ای می‌روند تا یک گروه مقاومت جهش‌یافته را ایجاد کنند تا خود را در برابر تهدیدات نیمرود نگهبانان و جناح‌های فعال ضد جهش یافته‌ها محافظت کنند.
پس از شکست نهایی نگهبانان نیمرود یک دولت منطقی ایالات متحده پس از دستیابی به درمان جهش یافته از کشور جمهوری جنوب شرقی آسیا به جهش یافته‌ها این دارو را اعطا کرد که به آنها اجازه می‌دهد از ژن ایکس آزاد شوند یا حرکت کنند و زندگی در یک سرزمین مستقل که بعداً اگر آن را رد کنند اتوپیا نامیده شود جیمی در بین بیست جهش یافته باقیمانده بود که تصمیم گرفتند درمان را نپذیرند و زمانی که جهش یافته‌ها رای دادند که چه کسی باید رهبر آنها باشد جیمی کیتی را انتخاب کرد.

### التیمیت کامیکسولورین
مدتی بعد بود جهش یافته دیگری به نام جعبه سیاه پیامی پنهان در پیام لوگان به جیمی کشف کرد که نقشه‌ای از تعداد بیشماری از عوامل جهش یافته خوابیده را که در سراسر جهان پراکنده شده‌اند نشان می‌دهد که همگی حاوی ذات مادرواین هستند برای بررسی این معما جیمی و جعبه سیاه پس از محاکمه ای از پیام لوگان به یک مرکز بهداشت زایمان در فلوریدا اتوپیا را ترک می‌کنند.
پس از رسیدن به مقصد آن دو قبل از اینکه توسط مأموران عملیات سیاه به رهبری یک جهش یافته به نام وایلد چیلد مورد حمله قرار گیرند که حقیقت پروژه مادرواین را کشف می‌کردند این دو نفر توسط کوئیک سیلور پسر مگنیتو و برادر ناتنی جیمی از طریق مادرشان مگدا لنشر نجات یافتند. کوئیک سیلور سعی می‌کند جیمی را تشویق کند تا به طرف او بپیوندد زیرا جیمی با سویه خالص مادرواین در جریان خونش متولد شد که کوئیک سیلور معتقد بود به نژاد جهش یافته آنها کمک می‌کند. 
با این حال پس از اینکه کوئیک سیلور جهش نهفته یک عامل خواب زن را فعال می‌کند و به‌طور غیرقابل انتظار میکروب‌های گوشتخوار را ایجاد می‌کند جیمی که کوییک سیلور را خطرناک می‌داند از جانبداری از برنامه‌های نسل‌کشی او خودداری می‌کند این منجر به جنگ آنها می‌شود تا اینکه مگدا از هیچ جا وارد می‌شود و آنها را از کشتن یکدیگر بازمی‌دارد.
پس از بازگشت به اتوپیا جیمی در وقایع جنگ جهانی ایکس و تهاجم گالاکتوس شرکت کرد در حالی که قبل از حمله نهایی با مردان ایکس جابجا شده از زمین اصلی روبرو شد که جهان ۱۶۱۰ و ۶۱۶ را به ارمغان آورد جهان به یک برخورد کیهانی مخرب پس از بازسازی نهایی جنگ‌های مخفی و مولتیورس مارول جیمی و چندین جهش یافته دیگر در زمین اصلی مارول یونیورس قرار گرفتند و در آنجا توسط خانم سینیستر دستگیر و آزمایش شدند و در نتیجه جیمی دچار فراموشی شد. نکته تمام این اتفاقات تا اینجا در زمین نهایی یعنی زمین 1610 اتفاق افتاده و از مردان ایکس بلو اتفاقات در زمین 616 می افتد چون زمین 1610 نابود شده و دیگر وجود ندارد.

### مردان ایکسبلو
خانم سینیستر موفق می‌شود بقیه جهش یافته‌ها را در تیم مجریان خود به نام غارتگران جدید شستشوی مغزی دهد با این حال جیمی به دلیل مقاومت شدیدش در برابر تله پاتی از کنترل او سرپیچی می‌کند او موفق می‌شود از او فرار کند و شروع به سرگردانی در بیابان سرد کلرادو می‌کند  او ویژگی‌های بالغی را نشان می‌دهد در حالی که در حال مبارزه و کشتن یک وندیگو است. او بعداً با مردان ایکس آوارهٔ زمان مواجه می‌شود زمانی که آنها او را از دست غارتگران جدید نجات می‌دهند که توسط خانم سینیستر فرستاده شده بودند تا دوباره او را بگیرند پس از آن مردان ایکس جوان او را به مقر خود در مادریپور بازگرداندند و او را به عضویت تیم خود درآوردند.
در طول خط داستانی امپراتوری مخفی تیم پس از تسلط هایدرا بر ایالات متحده علیه دولت تیان جدید شورش می‌کند هنگامی که در مخفیگاه خود هستند گروهی از جهش یافته‌ها که توسط اما فراست فرستاده شده بودند مورد حمله قرار می‌گیرند تیم اسیر می‌شود اما جین و جیمی می‌توانند فرار کنند و برای برنامه‌ریزی حرکت بعدی خود دوباره جمع شوند.
آنها توسط ربات خطر نجات می‌یابند که یک سری هولوگرام‌های استادانه را اجرا می‌کند تا نیروهای اما فراست را اشغال کند زمانی که اِما فراست شروع به عذاب سایکلاپس از طریق تله پاتی کرد تیم شروع به از دست دادن امیدشان می‌کنند هاووک می‌خواهد جین و جیمی را رهگیری کند که ناگهان در کمین پولاریس قرار می‌گیرد در نتیجه هر دو با جین درگیر می‌شوند و جیمی موفق می‌شود هم تیمی‌های خود را نجات دهد تا اینکه توسط اما فراست گرفتار می‌شوند که کنترل سایکلاپس را به دست گرفته و او را مجبور می‌کند به آنها حمله کند. جین موفق می‌شود سایکلاپس را از کنترل ذهنی اما فراست رها کند و تیم با موفقیت فرار می‌کند.
در طول تهاجم چند بعدی کندو سموم به زمین ابرانسان‌های مختلف به زور به سیمبیوت‌ها متصل شدند سموم بدن میزبان را مصرف می‌کند و خاطرات قدرت‌ها و توانایی‌های آنها را در این فرایند جذب می‌کند. جیمی یکی از قهرمانانی بود که با سیمبیوت بسته شد و بعداً توسط یکی از سموم مصرف شد پس از اینکه جین کل نژاد سموم  را از طریق ملکه سموم نابود می‌کند جیمی هادسون سمومی به آخرین سموم زنده ای تبدیل می‌شود که به شکل انسانی جیمی در زمین سرگردان است بدن او نبردی درونی بین هوشیاری سم و هوشیاری جیمی در حال مبارزه برای کنترل آغاز کرد در حالی که در همان زمان جیمی به آرامی شروع به دست آوردن خاطرات گذشته خود می‌کند هم تیمی‌های سابق جیمی موفق می‌شوند او را به امید نجات دوست سابق خود ردیابی کنند با این حال تلاش‌های آنها توسط برادر ناتنی جیمی داکن (اکیهیرو) که توسط مگنیتو فرستاده شده بود تا او را بکشد در صورتی که تیم آبی نتواند خود را مجبور به انجام این کار کند متوقف می‌شود سم  پس از اینکه مجبور به درگیری با داکن (اکیهیرو) شد تلاش کرد تا فرار کند که منجر به درگیری وحشیانه و در عین حال برابر بین آنها شد و سپس توسط تیم آبی متوقف شد پس از آن جین ذهن خود را اسکن می‌کند و تأیید می‌کند که هوشیاری جیمی کنترل بدنش را دوباره به دست آورده است با این حال او می‌خواهد تیم را ترک کند تا جایی که جایگاه خود را در جهان پیدا کند او آخرین بار در آخرین شماره مردان ایکس ᛬ ابی دیده شد جایی که مخفیانه برمی گردد و سباستین شاو را از حمله دزدکی به سایکلاپس و جین گری بازمی‌دارد.

### ظهور قدرت ها
در ظهور قدرت‌ها شماره ۵ جین گری برای شکست دادن انیگما قدرت کامل ققنوس را آزاد می‌کند و به هر جهش یافته‌ای از گذشته و حال و آینده مردان ایکس متصل می‌شود در میان جهش یافته‌ای که با او تماس می‌گیرد جیمی هادسون جونیور بود که همچنان مفقود شده و در ایجاد ملت کراکوا بازگشت ولورین به زندگی و بقیه رویدادهای مهم دنیای مارول غایب است.

### جنگونومی
فاش می‌شود که جیمی برای زندگی به شهر زیرزمینی مانستر متروپلیس رفته است و فکر می‌کند که یک هیولا است جایی که دکتر مایکل موربیوس از او مراقبت می‌کند هنگامی که توسط ارتشی از زامبیت‌ها همزیست‌های مرده و بی‌ذهن در شهر منهتن پخش می‌شوند و هم زنده‌ها و هم مردگان را تحت کنترل خود درمی‌آورند، ددپول به متروپلیس هیولاها سفر می‌کند و از جیمی در برابر انبوهی از همزیست‌ها کمک می‌گیرد.

## قدرت‌ها و توانایی‌ها
قدرت‌های جهش یافته جیمی شبیه قدرت‌های پدرش، ولورین نهایی است.
به عنوان مثال او دارای یک عامل سریع کننده شفا است که به او اجازه می‌دهد بافت آسیب دیده یا تخریب شده را در یک دوره زمانی نسبتاً کوتاه بازسازی کند. در حالی که میزان کامل فاکتور شفابخش او ناشناخته است ممکن است جیمی بتواند زخم‌ها، بیماری‌ها، داروها و سموم مختلف را تحمل کند علاوه بر این فاکتور شفابخش او باعث می‌شود از تله پاتی و پاک‌سازی‌های ذهن از تله پات‌های قدرتمندی مانند جین گری و خانم سینیستر به شدت مصون باشد.
او همچنین پنجه‌های استخوانی قابل جمع شدن پدرش را دارد که در داخل ساعد او قرار دارند اگرچه او فاقد اسکلت و چنگال‌های آدامانتیوم پدرش است اما توانایی پوشاندن آنها را با فولاد آلی دارد شبیه به توانایی جهش یافته کلوسوس در حالی که دوام پنجه‌های او هنوز مشخص نشده است آنها ثابت کرده‌اند که به اندازه کافی قوی هستند که به‌طور جدی به وندیگو قدرتمند وحشی آسیب برساند و در برابر انفجارهای نوری سایکلاپس مقاومت کند.
در طول تهاجم چندجهانی سموم به زمین جیمی توسط یکی از موجودات جذب شد اما به نظر می‌رسد که کنترل آن را در نتیجه مرگ ملکه کندو به دست آورده است جیمی سمی تا حد زیادی توانایی‌های جهش یافته طبیعی او را تقویت کرد و در عین حال توانایی‌های دیگری مانند خزیدن روی دیوار تولید تارهای ارگانیک  و تغییر شکل را داشت.

## نسخه‌های دیگر

### جنگ‌های مخفی (۲۰۱۵)
در طول خط داستانی «جنگ‌های مخفی» پیرمرد لوگان به «دنیای نبرد» پادشاهی منهتن ختم شد جایی که نسخه‌های جین گری و اما فراست دامنه آن او را به عمارت ایکس برد جایی که با بقیه مردان ایکس و این دامنه آشنا شد.